# Transfobie
Transfobie (van verkorting trans voor transgender en Oudgrieks φόβος (phóbos), vrees, angst) is een afkeer van of vijandigheid tegenover mensen die transgender zijn. Soms wordt ook het woord transhaat gebruikt voor dit fenomeen. Transfobie kan zich uiten in bijvoorbeeld verbaal of fysiek geweld, verkrachting, ontkenning van asielrecht, iemand weigeren bij openbare toiletten of kleedruimten of bewust verkeerde voornaamwoorden gebruiken om naar iemand te verwijzen.
Het fenomeen wordt wel onder de aandacht gebracht door transgenderactivisten en -theoretici. De term is ontstaan naar analogie van homofobie, lesbofobie en bifobie. Deze begrippen worden parallel aan seksisme en racisme gebruikt, maar leggen de nadruk op de irrationele basis van de betreffende vormen van discriminatie. Studies wijzen uit dat transfobie en de daaraan gerelateerde sociale isolatie een grote factor is in de verhoogde suïcidaliteit, genderdysforie en depressie onder de transgender gemeenschap.

## Uitingsvormen
Transfobie kan zich uiten in een verscheidenheid aan vormen. Mensen die transgender zijn worden vaak bepaalde privileges ontzegd die cisgender mensen automatisch gegund worden. Uit onderzoek blijkt dat transnegatief geweld vaker voorkomt dan geweld tegen bijvoorbeeld vrouwen of lesbiennes. Onderzoek in België wees uit dat daar 79,8% van de respondenten minstens één geweldservaring hadden meegemaakt, en dat diegenen die het meegemaakt hebben, vaak meerdere van zulke incidenten hebben ervaren. Dit geweld omvat verbaal of psychisch geweld, materieel geweld (vernietiging of bekladding van eigendommen), fysiek geweld, en seksueel geweld. In Nederland bleken 17 tot 22% van alle transgender en intersekse personen wel eens te maken hebben gehad met lichamelijk of seksueel geweld.

### Misgenderen
Een veel voorkomende uitingsvorm van transfobie is het zogenaamde misgenderen: het gebruiken van de verkeerde gendergerelateerde labels voor een persoon. Dit kan per ongeluk gebeuren, maar vaak wordt het ook opzettelijk gedaan. Misgenderen kan bijvoorbeeld het gebruik van de verkeerde voornaamwoorden omvatten, of het gebruik van de geboortenaam in plaats van de nieuwe naam (dit wordt ook wel deadnaming genoemd). Nog een ander voorbeeld van misgenderen is iemand dwingen om zich als het bij geboorte vastgestelde geslacht te gedragen of om gebruik te maken van toiletten of kleedruimtes die niet overeenkomen met hun genderidentiteit.
Misgenderen komt zowel voor of na transitie veel voor. Mensen die transgender zijn worden regelmatig gemisgenderd bij en door dokters, de politie, de media, en anderen. Een studie uit 2018 toonde bij 129 jongeren aan dat voor elke sociale omgeving waarin de gekozen naam van een transgender jongere werd gebruikt, er een duidelijke afname was in symptomen van depressie en suïcidaliteit. Misgenderen is een van de meest voorkomende vormen van transfobie die transgender mensen ervaren en zorgt voor een aantoonbaar verlaagd zelfvertrouwen en het verergeren van genderdysforie.

### Taalgebruik
Ook bepaald taalgebruik kan een uiting zijn van transfobie. Voorbeelden hier van zijn spreken van iemands 'biologische geslacht' of van iemands 'echte naam', of het gebruiken van verouderde termen zoals 'transseksueel' of 'travestiet' en andere hondenfluitjes, zoals 'genderideologie'.

### Seksueel geweld
Hoewel de precieze getallen variabel zijn, is de meest geaccepteerde conclusie dat rond de 50% van de transgender gemeenschap in Amerika minstens één keer seksueel geweld heeft ervaren. Binnen Europa wordt over het algemeen een waarde van tussen de 23% en 59% gevonden.

### Fysiek geweld
Fysiek geweld tegen mensen uit de transgender gemeenschap wordt vaak veroorzaakt door negatieve opinies over transgender mensen, waarvan velen hun slachtofferschap niet met de politie durven te delen.